# Шевченкіана у нумізматиці

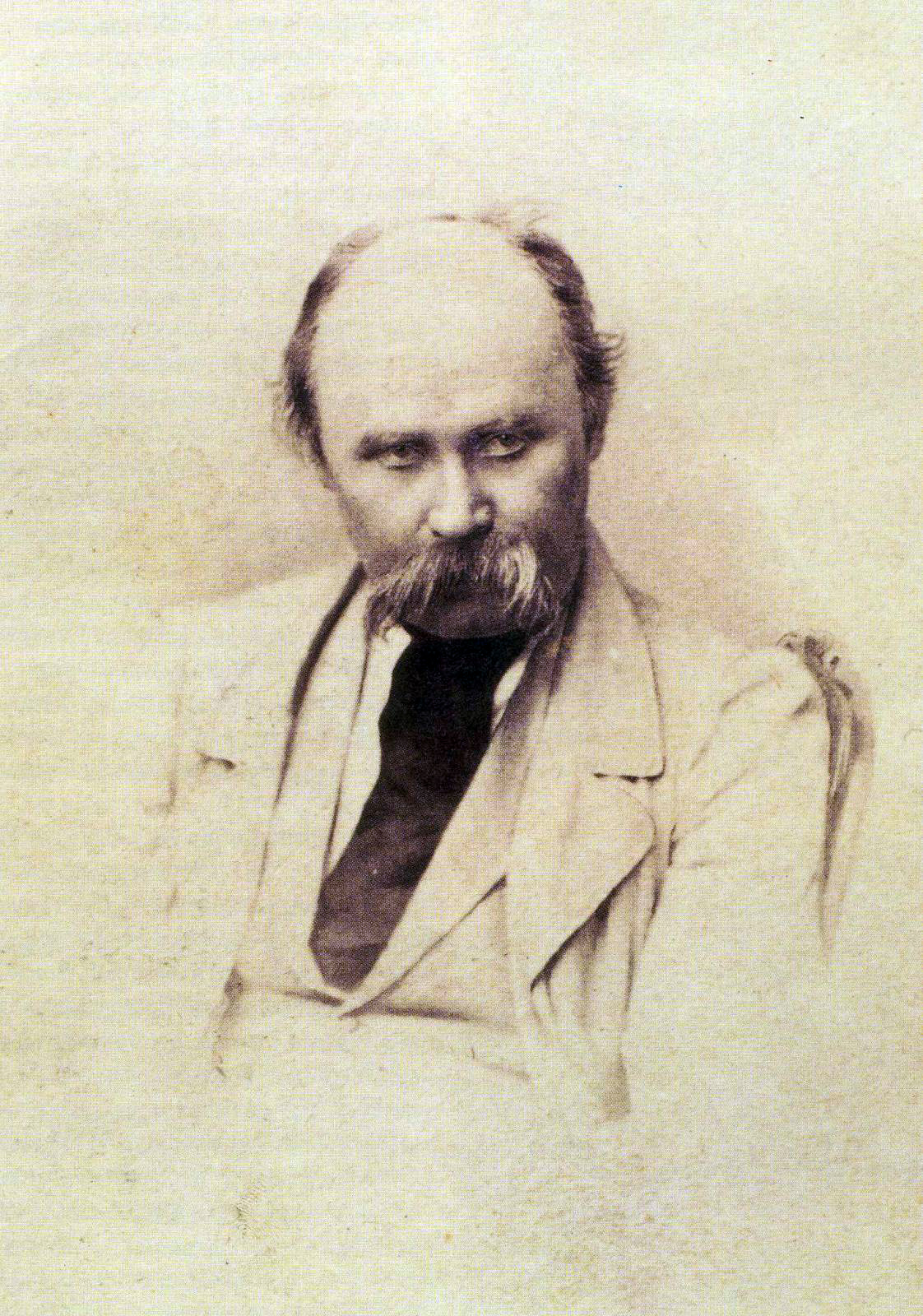
Тарас Шевченко, світлина 1860 року

На сьогодні нумізматична Шевченкіа́на налічує понад півтора десятки ювілейних монет різних типів, викарбуваних з різноманітних матеріалів (мідно-нікелевий сплав, нейзільбер, срібло, золото) Нацбанками України, СРСР, Казахстану та Придністров'я.

## Історія
Вперше зображення Тараса Шевченка на монетах з'явилося на однокарбованцевій мідно-нікелевій ювілейній радянській монеті, викарбуваній Московським монетним двором 2 березня 1989 року, до 175-річчя з дня народження поета.
Першою з українських монет, присвячених пам'яті Шевченка, стала 200-гривнева золота монета «Тарас Шевченко», випущена 1997 року. У 2004 році відкарбовано 20-гривневу срібну пам'ятну монету, приурочену 190-річчю з дня народження поета. Її аверс прикрашає голографічне зображення орнамента на рушнику. Реверс монети містить портрет Шевченка з факсиміле. По краю — круговий напис: «Не вмирає душа наша, не вмирає воля». Наступною стала 5-гривнева монета «140-річчя Всеукраїнського товариства „Просвіта“ імені Тараса Шевченка» 2008 року. У 2009 році вийшла пам'ятна монетв номіналом 5 гривень «60 років Національному музею Т. Г. Шевченка», реверс якої містить зображення поета. 2011 року з'являється відразу дві 5-гривневі монети: «Останній шлях Кобзаря», випущена НБУ до 150-ї річниці з дня смерті та перепоховання Шевченка, і «50-річчя заснування Національної премії імені Тараса Шевченка». Кожна з монет містить портретне зображення поета різного віку і рядки з його поезій.
2014 рік було оголошено «Роком Тараса Шевченка в Україні». Напередодні до дня народження Шевченка, 7 березня 2014 року, НБУ вів в обіг монети номіналами 5 (нейзильбер) та 50 (срібло) гривень: «200-річчя від дня народження Т. Г. Шевченка». Срібна монета вагою 500 грам визнана переможцем у номінації «Краща монета року» щорічного конкурсу «Краща монета року України» серед монет, введених в обіг протягом 2014 року. На її аверсі, на тлі рушника, зображено стилізоване алегоричне уособлення таланту митця — дві музи — Поезії та Образотворчого мистецтва; навколо композиції — рядки з вірша «Муза» «…Вночі, і вдень, і ввечері, і рано витай зо мною і учи, неложними устами сказати правду». На реверсі монети у центрі на дзеркальному тлі — рядки «Доля … ми не лукавили з тобою, ми просто йшли; у нас нема зерна неправди за собою»; навколо них, по колу, зображено серію автопортретів Шевченка, які ілюструють різні періоди життя митця, його талант. Цього ж року НБУ випущено ще дві пам'ятні монети номіналами 2 (нейзильбер) та 5 (срібло) гривень: «180 років Київському національному університету імені Тараса Шевченка», на реверсі яких, на тлі Червоного корпусу КНУ, зображено пам'ятник поету.
У 2017 році НБУ введено дві ювілейні монети номіналами 5 (нейзильбер) та 20 (срібло) гривень: «150 років Національному академічному театру опери та балету України ім. Т. Г. Шевченка», приурочені видатному творчому колективу.
Республіка Казахстан також увічнила постать Шевченка. У вересні 2014 року Нацбанк випустив в обіг дві пам'ятні монети, присвячені 200-річчю з дня народження поета: зі срібла — 500 тенге та нейзильберу — 50 тенге. Окрім цього, невизнана республіка Придністров'я випустила монети, пов'язані з Шевченком: 100 рублів (срібло) «75 років утворення тираспольського ПДУ ім. Т. Г. Шевченка» (2005) та 25 рублів «90 років утворення тираспольського ПДУ ім. Т. Г. Шевченка» (2020).

## Радянські монети
| № | Назва                                     | Номінал | Тираж, штук                        | Дата випуску | Аверс і реверс |
| - | ----------------------------------------- | ------- | ---------------------------------- | ------------ | -------------- |
| 1 | 175 років з дня народження Т. Г. Шевченка | 1 рубль | 3 000 000, включаючи 300 000 proof | 02.03.1989   |                |

## Українські монети
| №  | Назва                                                                                  | Номінал, грн. | Тираж, штук | Дата випуску | Аверс | Реверс |
| -- | -------------------------------------------------------------------------------------- | ------------- | ----------- | ------------ | ----- | ------ |
| 1  | Тарас Шевченко                                                                         | 200           | 10 000      | 12.03.97     |       |        |
| 2  | Не вмирає душа наша, не вмирає воля                                                    | 20            | 4 000       | 30.01.04     |       |        |
| 3  | 140-річчя Всеукраїнського товариства «Просвіта» імені Тараса Шевченка                  | 5             | 45 000      | 01.12.08     |       |        |
| 4  | 60 років Національному музею Т. Г. Шевченка                                            | 5             | 30 000      | 29.04.09     |       |        |
| 5  | Останній шлях Кобзаря                                                                  | 5             | 35 000      | 29.04.11     |       |        |
| 6  | 50-річчя заснування Національної премії України імені Тараса Шевченка                  | 5             | 35 000      | 12.05.11     |       |        |
| 7  | 200-річчя від дня народження Т. Г. Шевченка                                            | 5             | 30 000      | 07.03.14     |       |        |
| 8  | 200-річчя від дня народження Т. Г. Шевченка                                            | 50            | 1 000       | 07.03.14     |       |        |
| 9  | 180 років Київському національному університету імені Тараса Шевченка                  | 2             | 20 000      | 31.07.14     |       |        |
| 10 | 180 років Київському національному університету імені Тараса Шевченка                  | 5             | 3 000       | 31.07.14     |       |        |
| 11 | 150 років Національному академічному театру опери та балету України ім. Т. Г. Шевченка | 5             | 40 000      | 27.10.17     |       |        |
| 12 | 150 років Національному академічному театру опери та балету України ім. Т. Г. Шевченка | 20            | 2 000       | 27.10.17     |       |        |

На монетах «60 років Національному музею Т. Г. Шевченка» (2009) та «Останній шлях Кобзаря» (2011) зображені предмети, що входили до Шевченкіани Тарновського і свого часу у складі музейного зібрання перебували у Чернігові; частина «останньої дороги Кобзаря» пролягала Чернігівщиною, що й зазначено на монеті.

## Монети інших країн
| № | Країна        | Назва                                                                 | Номінал            | Тираж, штук | Дата випуску | Аверс | Реверс |
| - | ------------- | --------------------------------------------------------------------- | ------------------ | ----------- | ------------ | ----- | ------ |
| 1 | Придністров'я | 75 років утворення тираспольського ПДУ ім. Т. Г. Шевченка (1930—2005) | 100 рублів, срібна | 500         | 2005         |       |        |
| 2 | Казахстан     | 200 років від дня народження Тараса Шевченка                          | 50 тенге           | 100 000     | 2014         |       |        |
| 3 | Казахстан     | 200 років від дня народження Тараса Шевченка                          | 500 тенге, срібна  | 3 000       | 2014         |       |        |
| 4 | Придністров'я | 90 років утворення тираспольського ПДУ ім. Т. Г. Шевченка (1930—2020) | 25 рублів          | 3000        | 2020         |       |        |